# Carl Schlichting-Carlsen

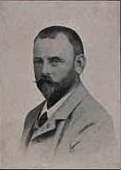
Carl Schlichting-Carlsen

Carl Schlichting-Carlsen, vollständig Carl Peder August Schlichting-Carlsen  (* 16. Oktober 1852 in Flensburg; † 27. Juli 1903 in Hellebæk), war ein dänischer Maler.

## Leben
Carl Schlichting-Carlsen wurde als Sohn des Kaufmanns Lorenz (Lorentz) Christian Carlsen und seiner Ehefrau Ida Cathrine, geborene Schlichting, im damals unter dänischer Verwaltung stehenden Flensburg geboren, das 1864 an Preußen kam. 1866 begann er zunächst eine Ausbildung als Porzellanmaler und bildete sich anschließend an der Technischen Hochschule in Kopenhagen weiter, unter anderem mit dem späteren Architekturmaler und Illustrator Josef Theodor Hansen (1848–1912). Von Oktober 1874 bis Frühjahr 1878 studierte er an der Kopenhagener Kunstakademie in Schloss Charlottenborg und belegte später einige Winterhalbjahre an der Freien Studienschule (Kunstnernes Frie Studieskoler). Mit seinen Arbeiten war Schlichting-Carlsen seit 1873 in zahlreichen Ausstellungen im In- und Ausland vertreten und erhielt mehrere Auszeichnungen. Studienreisen unternahm er nach Paris, mit Peder Mørk Mønsted in die Schweiz und für ein halbes Jahr nach Süditalien (1884), erneut in die Schweiz (1886), nach Genf, an die Riviera und nach Tunesien und Algerien (1887) sowie ein weiteres Mal nach Italien (1902).
Carl Schlichting-Carlsen gehörte um 1900 zu den produktivsten dänischen Landschaftsmalern und war sowohl bei der Kunstkritik als auch in einer breiten Öffentlichkeit anerkannt. Nachdem er sich zunächst als Blumen- und Stilllebenmaler betätigt hatte, konzentrierte er sich ab etwa 1870 auf die Landschaftsmalerei und orientierte sich dabei unter anderem an Arbeiten seines Freundes Peder Mørk Mønsted. Er lebte in Kopenhagen (1883: Møntergade 2; Atelier Knabrostræde 3). Seine Motive fand er vor allem im und um den Kopenhagener Tierpark, in Nordseeland in der Umgebung von Hellebæk und anlässlich seiner Reisen durch die Schweiz, nach Italien und nach Nordafrika. Er starb im Alter von 50 Jahren und wurde auf dem Friedhof der Gemeinde Hornbæk beigesetzt.

## Werke (Auswahl)
- En voksende Helleborus (Blühende Christrosen); ausgestellt 1875
- En sommerdag i Ordrup Krat (Sommertag in Ordrup Krat bei Kopenhagen); ausgestellt 1880
- Bewaldetes Seeufer mit Wasserlilien und Schilf, 1881
- I udkanten af Lille Dyrehave ved Frederiksborg (Bei Lille Dyrehave bei Frederiksborg); ausgestellt 1882
- Funkemor. Det største bøgetræ i Funkevang ved Frederiksborg. August (Funkemor. Die höchste Buche in Funkevang bei Frederiksborg. August); ausgestellt: Charlottenborg 1883 (Katalog-Nr. 70; Abb. S. 22; Eigentum von Fabrikant A. Meyer); Sødrings-Preis; ehemals Sammlung Johan Hansen
- Ved Funkedammen. September (Bei Funkedamm. September); ausgestellt: Charlottenborg 1883 (Katalog-Nr. 71)
- En Vej i Præstevænget ved Frederiksborg. Oktober (Weg in Præstevænget bei Frederiksborg. Oktober); ausgestellt: Charlottenborg 1883 (Katalog-Nr. 72)
- En Reberbane bag Kjøbstaden. Juli (Seilbahn bei einer Stadt); ausgestellt: Charlottenborg 1883 (Katalog-Nr. 73)
- Kinder auf einer Wiese unter Bäumen, 1883
- Auf Capri. Bäume vor einer bewachsenen Mauer, 1884
- Italienerin mit Spindel auf einem Treppenweg, 1885
- Selvportræt s. m. Peder Mønsted (Selbstbildnis mit Peder Mønsted)
- Im schönen Berner Oberland, 1886
- Ausflugsboot auf dem Genfer See bei Montreux, 1887
- Schweizer Landschaft mit Gärtnern, 1887
- Sommertag im Wald, 1889
- Jäger mit Hund im Frühlingswald, 1889
- Sommertag in einer italienischen Stadt. Auf der Treppenstraße eine Frau, 1890
- Dänisches Fischerdorf, 1890
- Straße in Hellebæk, 1891
- En skovsø i Nordsjælland (Waldsee in Nordseeland), 1892; Stockholm, Nationalmuseum
- Herbsttag. Hühnerfütterndes Mädchen am Dyrehavspark, 1893
- Svaledammen ved Midsommertid. Hellebæk (Svaledamm im Mittsommer. Hellebæk); ausgestellt 1897
- Foraar i By. Hellebæk (Frühling auf dem Dorf. Hellebæk); ausgestellt: Foraarsudstillingen 1897, Katalog-Nr. 360 (Eigentum von Verlagsbuchhändler V. Pio)
- Ved Løvfaldstid. Smedelinien (Zur Zeit des Laubfalls); ausgestellt: Foraarsudstillingen 1897, Katalog-Nr. 361 (Eigentum von Fabrikant L. Messerschmidt)
- Optrukne både ved Nymindegab i 1898 (Boote am Strand bei Nymindegab 1898)
- Zwei Frauen an einer Wasserpumpe vor Berglandschaft, 1898
- Küstenlandschaft, 1899
- Sommeraften (Sommerabend); ausgestellt: Paris 1900; ehrenvolle Erwähnung
- Ansicht von Pompeij mit Blick auf den Vesuv, 1900
- Römischer Park mit Brunnen, 1901
- Forårsdag i omegnen af Tunis (Frühlingstag in der Umgebung von Tunis); ausgestellt 1903
- Julemorgen på Monte Pincio i Rom (Weihnachtsmorgen auf dem Monte Pincio in Rom); ausgestellt 1903
- Fiskerhuse på stranden (Fischerhäuser am Strand); ausgestellt 1904
- Zeichnungen befinden sich in der Graphischen Sammlung (Kobberstiksamlingen) in Kopenhagen

## Ausstellungen
- 1873 (Dezemberausstellung), Frühjahr 1875 bis 1877, 1880 bis 1885, 1887 bis 1904 (posthum): Schloss Charlottenborg; insgesamt 120 Arbeiten
- 1882: Kopenhagen, Künstlervereinigung vom 18. November 1882
- 1883, 1888: Kopenhagen, Nordische Kunstausstellung
- 1895: Lübeck, Nordische Kunstausstellung
- 1895: Chicago: Dänische Künstler der Glasgow-Schule
- 1897: Kopenhagen, Foraarsudstillingen (Frühjahrsausstellung)
- 1900: Paris, Weltausstellung
- 1901: Kopenhagen, Raadhusudstillingen (Rathausausstellung)
- 1937: Charlottenborg, Sønderjysk Udstillingen (Südjütländische Kunstausstellung)

## Bildnis
- Peder Mørk Mønsted: Maleren Schlichting-Carlsen maler ved Saeby (Der Maler Schlichting-Carlsen malt bei Saeby), 1898 (Abbildung).